# High Quality United F.C.
High Quality United F.C là một câu lạc bộ bóng đá chuyên nghiệp đến từ Thimphu, Bhutan thi đấu tại Super League Bhutan.

## Lịch sử
High Quality United F.C lần đầu tiên xuất hiện tại Thimphu League 2017, trong đó họ thắng 6 trận, thua 7 và hòa một lần trước U-19 của Bhutan với tỷ số 0-0 . Họ đã kết thúc mùa khai mạc ở vị trí thứ 5. Vì họ không lọt vào top 3, họ không đủ điều kiện tham dự Bhutan National League 2017, nhưng họ không xuống hạng và sẽ chơi lại trong Giải đấu Thimphu 2018.